# Van Abbemuseum

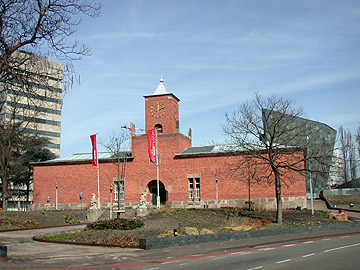
Eindhoven: Van Abbemuseum

Das Van Abbemuseum ist ein Museum moderner Kunst in der niederländischen Stadt Eindhoven. Das Museum umfasst Werke von Jan Sluijters, Carel Willink,  Isaac Israëls, Wassily Kandinsky, Pablo Picasso, Marc Chagall, Jörg Immendorff und Anselm Kiefer. Zudem beherbergt es eine der weltweit größten Sammlungen der Werke des russischen Malers und Grafikers El Lissitzky. Insgesamt zählt die Sammlung gegenwärtig 1000 Skulpturen, 700 Bilder und 1000 Zeichnungen.

## Geschichte
Den Grundstein der Sammlung legte der Eindhovener Zigarrenfabrikant Henri van Abbe im Jahr 1909. Im Jahr 1934 stiftete Van Abbe seine Privatsammlung der Stadt Eindhoven unter der Auflage, die Bilder müssten in einem Museum ausgestellt werden. So entstand 1936 am Ostufer der Dommel nach Entwürfen des Architekten Alexander Kropholler der heutige Museumsbau. Kropholler schuf einen nüchternen Ziegelbau im traditionalistischen Stil.

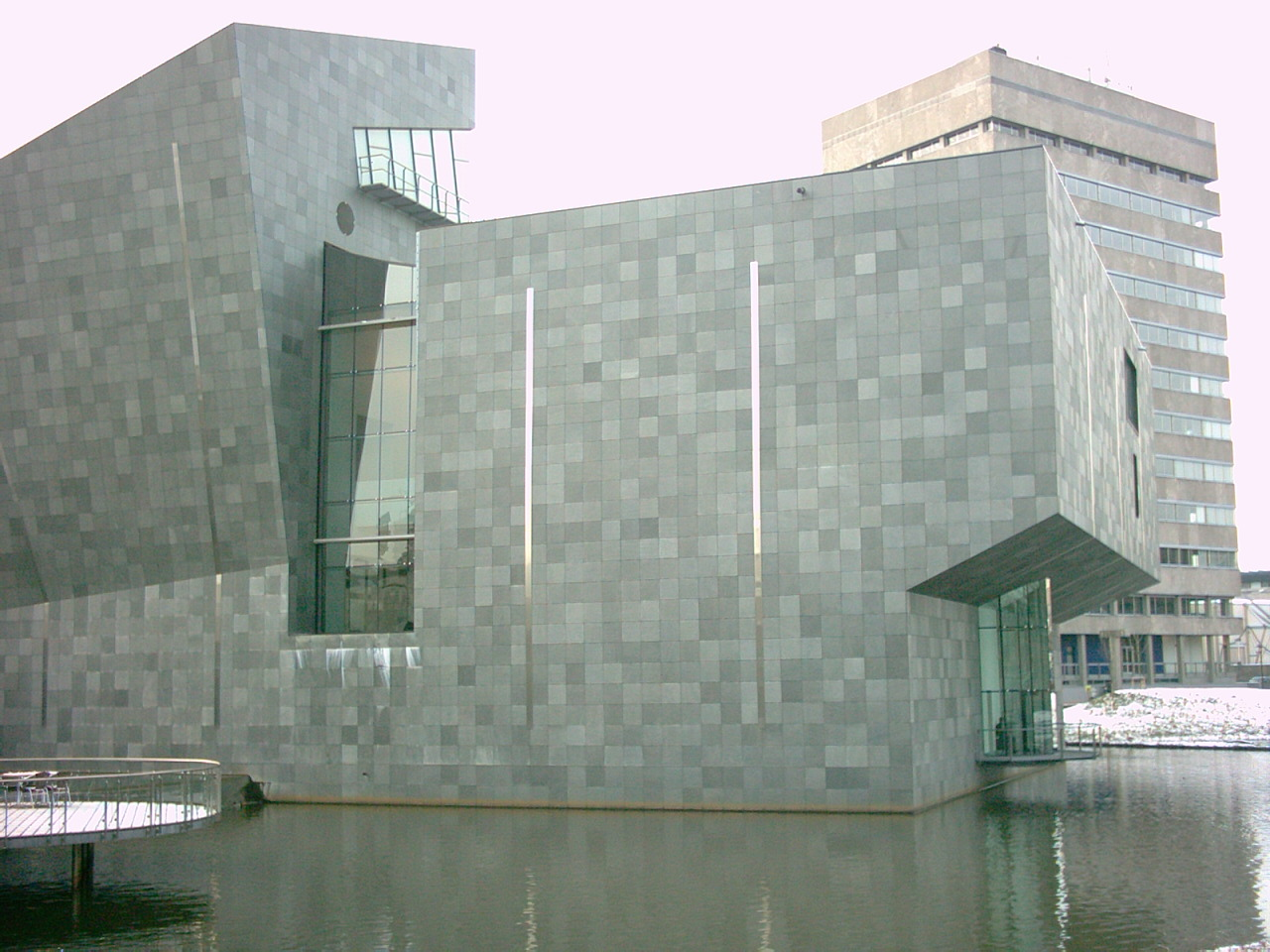
Der Erweiterungsbau von Cahen (im Hintergrund rechts das Rathaus der Stadt)

Als die Dimensionen des Gebäudes den Anforderungen nicht mehr gerecht wurden, fasste man Mitte der 1990er Jahre den Entschluss zu einem Erweiterungsbau. Hinter dem Kropholler-Bau ließ der Amsterdamer Architekt Abel Cahen einen neuen Flügel in den Formen des Dekonstruktivismus entstehen. Die Inneneinrichtung des Museums und der Bibliothek wurden von dem flämischen Designer Maarten van Severen entworfen. Der Anbau wurde am 17. Mai 2003 von der niederländischen Königin Beatrix eingeweiht.

## Direktoren
- W.J.A. Visser (1936–1942, 1945)
- Edy de Wilde (1946–1963)
- Jean Leering (1964–1973)
- Rudi Fuchs (1975–1987)
- Jan Debbaut (1988–2003)
- Charles Esche (seit 2004)